# Mizzima News
Mizzima Newx (birman : မဇ္ဈိမသတင်း°, dérive d'un mot pâli signifiant milieu ou modération) est un groupe d'information multimédia birman.

## Histoire
Mizzima News fut fondé en août 1998 par trois journalistes en exil à New Delhi après le Soulèvement 8888. Ils n'avaient qu'un seul ordinateur portable. Ils ont fonctionné depuis New Delhi (avec un bureau de liaison en Thaïlande, à Chiang Mai) avec un réseau de correspondants jusqu'à l'abolition par Thein Sein de la censure en Birmanie en 2012, où Mizzima News fut le premier groupe de média en exil à s'enregistrer en Birmanie sous le nom de Mizzima Media Co. Ltd.
Mizzima News a reçu un prix de l'International Press Institute en 2007.
À l'occasion du coup d'État de 2021 en Birmanie , le 9 février, un de leurs reporters fut blessé par une balle en caoutchouc, et, le 14 février, un de leurs journalistes fut détenu.

## Le groupe
Mizzima News emploie aujourd'hui une cinquantaine de personnes, avec des bureaux à Yangon et Naypyidaw.
Mizzima News opère : 
- un site en anglais et en birman
- un quotidien numérique en birman
- un hebdomadaire imprimé en anglais.  (ISSN 2518-3656)
- une télévision
- la Fondation Mizzima, à but non lucratif, pour promouvoir l'unité et la paix en Birmanie.